# Арагонес де Хуарес, Мерседес
Мерседес Мариана «Нина» Арагонес де Хуарес (исп. Mercedes Aragonés de Juárez; 12 сентября 1926, Сантьяго-дель-Эстеро — 25 июля 2023, там же) — аргентинский политический и государственный деятель, член Палаты депутатов Аргентины (1993—1999), губернатор провинции Сантьяго-дель-Эстеро (2002—2004). Вице-губернатор провинции Сантьяго-дель-Эстеро (1999—2001)

## Биография
М. Арагонес де Хуарес была второй женщиной, занимавшей пост губернатора провинции в Аргентине, и первой в Сантьяго-дель-Эстеро. В 2004 году, столкнувшись с многочисленными обвинениями в коррупции и растрате, была отстранена от должности президентом Нестором Киршнером посредством федерального вмешательства, конституционного механизма, при котором федеральное правительство Аргентины может вмешиваться в дела провинциального правительства. Её политическое руководство запомнилось продвижением Закона о выходе на пенсию домохозяек и Закона о квотах для женщин.
Кроме поста губернатора, занимала должности народного депутата, представляющего Сантьяго-дель-Эстеро, министра по делам женщин и президента провинциального женского отделения перонистской партии.
М. Арагонес де Хуарес была вдовой пятикратного губернатора Сантьяго-дель-Эстеро Карлоса Артуро Хуареса.
Причиной смерти стала полиорганная недостаточность.